# Draža Mihailović
Dragoljub Mihailović, (in cirillico serbo: Драгољуб "Дража" Михаиловић), conosciuto anche con il soprannome di "zio Draža" (Чича Дража, Čiča Draža), detto Draža (Ivanjica, 27 aprile 1893 – Belgrado, 17 luglio 1946), è stato un generale jugoslavo durante la seconda guerra mondiale.
Mihailović fu il fondatore e il capo delle formazioni chiamate Esercito jugoslavo in patria (Jugoslovenska vojska u otadžbini), generalmente conosciuti semplicemente come Cetnici, il movimento nazionalista a base etnica serba, di stampo monarchico-conservatore e anticomunista, fedele a re Pietro II che, a seguito dell'invasione della Jugoslavia da parte delle potenze dell'Asse, si trovava in esilio a Londra. Il re lo nominò comandante in capo di tutte le forze jugoslave di liberazione.
Impegnato in una lunga e accanita guerra civile contro i partigiani comunisti di Josip Broz Tito, Mihailović, sostenuto fino al 1943 dagli Alleati, preferì seguire una strategia di attesa e rinunciare a combattere direttamente le truppe dell'Asse; di fatto collaborò anche con l'esercito italiano d'occupazione contro i partigiani jugoslavi, ma anche contro gli ustascia filonazisti. Inoltre i cetnici da lui guidati si macchiarono di innumerevoli stragi a danni della popolazione civile, segnatamente quella musulmana presente in Bosnia. Sconfitto da Tito e abbandonato dagli anglo-americani, dopo la guerra venne catturato, processato e giustiziato dal nuovo regime comunista jugoslavo. Nel 2015 - tra infinite polemiche - è stato riabilitato dalla Alta Corte serba.

## Biografia

### Primi anni e carriera militare
Dragoljub "Draža" Mihailović nacque il 27 aprile 1893 a Ivanjica, nel Regno di Serbia, da Mihailo e Smiljana Mihailović nata Petrović. Rimasto orfano all'età di sette anni, Mihailović fu allevato dallo zio paterno a Belgrado. Poiché entrambi i suoi zii erano ufficiali militari, Mihailović stesso si unì all'Accademia militare serba nell'ottobre 1910. Combatté come cadetto nell'esercito serbo durante le guerre balcaniche del 1912-1913 e ricevette la medaglia d'argento al valore al fine della prima guerra balcanica, nel maggio 1913. Alla fine della seconda guerra balcanica, durante la quale condusse principalmente operazioni lungo il confine albanese, gli fu assegnato il grado di sottotenente come miglior soldato della sua classe, al sesto posto nell'esercito serbo accademia.
Prestò servizio nella prima guerra mondiale e fu coinvolto nella ritirata dell'esercito serbo in Albania nel 1915. In seguito ricevette numerose decorazioni per i suoi successi sul fronte di Salonicco. Dopo la guerra divenne membro della Guardia Reale del Regno dei Serbi, Croati e Sloveni ma dovette lasciare l'incarico nel 1920 dopo aver preso parte a una discussione pubblica tra simpatizzanti comunisti e nazionalisti.
Promosso colonnello nel 1935, negli anni '30 fu addetto militare del suo paese in Bulgaria e in Cecoslovacchia.

### La seconda guerra mondiale
(Parole pronunciate da Draža Mihailović alla fine del suo discorso di difesa al processo di Belgrado.)
Come Capo di Stato Maggiore della II armata jugoslava, combatté contro i tedeschi che avevano invaso il regno di Jugoslavia.
Dopo la rapida occupazione tedesca nell'aprile 1941, creò un movimento politico e militare nazionalista serbo di ispirazione monarchica, l'Esercito jugoslavo in patria, fedele a Pietro II, re di Jugoslavia in esilio. Il re lo nominò ministro della Difesa del governo in esilio.
A partire dal 1944 fu però abbandonato dagli alleati occidentali, che videro in Tito un comandante più coerente con le necessità belliche e politiche, e per le risultanze della Conferenza di Teheran del dicembre 1943, e poi di Jalta, che lasciava la Jugoslavia sotto l'influenza sovietica.
Il quartier generale del suo esercito era situato sulle alture serbe del Ravna Gora.
Dopo la partenza degli ufficiali di collegamento britannici e il riconoscimento ufficiale da parte degli Alleati e della monarchia in esilio del ruolo dominante di Tito nel movimento di resistenza jugoslavo, la posizione politico-militare di Mihailović e dei cetnici sembrò definitivamente compromessa; Draža tuttavia non era ancora rassegnato; egli riteneva che a lungo termine gli anglo-americani avrebbero riconosciuto l'importanza del suo movimento; i britannici del resto avevano lasciato disponibili gli impianti radio per mantenere i contatti e inoltre nel luglio 1944 giunse inaspettatamente al suo quartier generale il colonnello statunitense Robert Halbord McDowell.

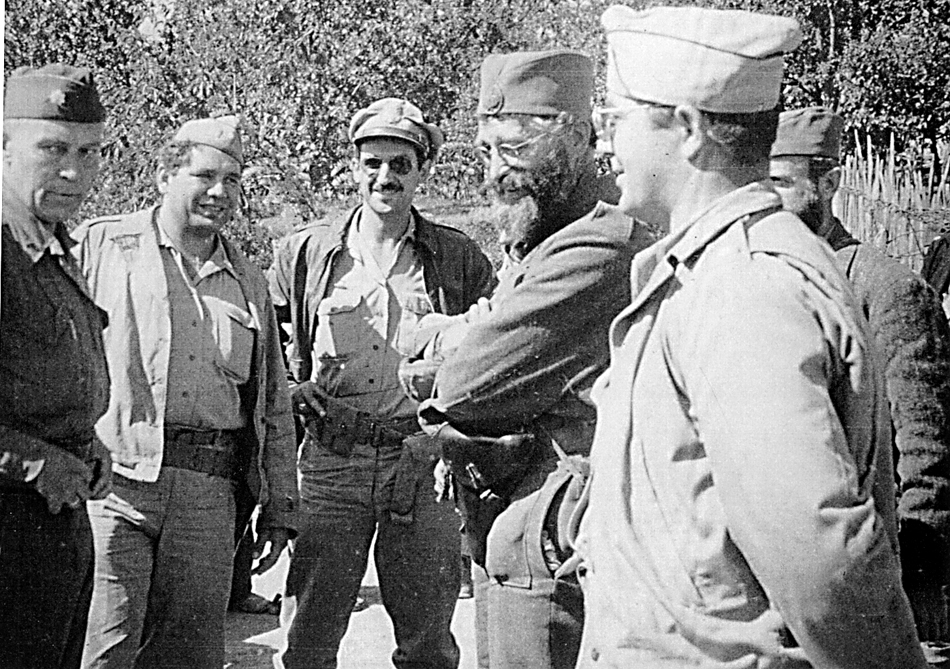
Draža Mihailović in compagnia degli ufficiali americani della mission Ranger nell'estate 1944; a sinistra il colonnello Robert Halbord McDowell.

Negli ultimi mesi di guerra la situazione di Draža e dei reparti cetnici rimasti fedeli divenne così disperata; in settembre 1944 avevano dovuto abbandonare la Serbia dove stava avanzando da est l'Armata Rossa in sostegno dei partigiani comunisti jugoslavi; egli in questa fase entrò in collegamento diretto con il colonnello tedesco Starker e ricevette l'appoggio logistico dei tedeschi, pur rifiutando espressamente di dichiararsi loro alleato. Tito si trasferì a Belgrado occupata dai sovietici nell'ottobre 1944 e per evitare rappresaglie contro i collaborazionisti, molti cetnici, sia individui che intere unità militari, si unirono ai partigiani titini.
Mihailović e i suoi uomini marciarono faticosamente attraverso la Bosnia combattendo continuamente contro i filonazisti ustaša croati e trovarono riparo nei mesi di gennaio e febbraio 1945 nella regione di Trebavo, vicino Tuzla; le condizioni di salute del capo cetnico erano precarie a causa delle fatiche fisiche e dalla tensione nervosa. Le formazioni cetniche erano lacerate da discordie tra i capi e indebolite da un'epidemia di tifo petecchiale; il capo montenegrino Pavle Đurišić intendeva proseguire verso nord-ovest per cercare di raggiungere l'Istria ed entrare in collegamento con gli anglo-americani, mentre Mihailović era deciso a ritornare in Serbia. Sembra che una serie di messaggi ingannevoli dell'OZNA comunista che affermavano che la situazione in Serbia era favorevole ai cetnici, abbiano contribuito alla decisione finale di Draža.
Dopo alcune incertezze, alla fine Mihailović decise di dividere le sue forze; una parte dei cetnici si diresse verso l'Istria e la Slovenia al comando di Đurišić, mentre Draža si unì agli altri reparti e iniziò la drammatica marcia verso sud per ritornare in Serbia. Mentre gli uomini di Đurišić sarebbero stati in gran parte uccisi dagli ustaša croati e lo stesso comandante cetnico sarebbe stato catturato ed eliminato insieme all'altro capo cetnico Dragiša Vasić, Mihailović riuscì a mettere in movimento i suoi soldati divisi in tre colonne che avanzarono in direzione di Banja Luka e Kalinovik con l'obiettivo di raggiungere la Drina a Foča.
Dopo qualche successo, i suoi cetnici furono accerchiati a fine aprile 1945 dalle formazioni partigiane nell'impervia regione del Zelen Gora e, bersagliati dagli attacchi aerei, vennero annientati; i partigiani eliminarono brutalmente i loro nemici; caddero 7.000 cetnici, tra cui i capi Keserović e Racić, mentre Mihailović riuscì a fuggire .
Il migliaio di uomini, non catturati o uccisi, gradualmente si disperse. Lo stesso Mihailović si nascose sulle montagne con solo 400 superstiti.

### Cattura e fucilazione

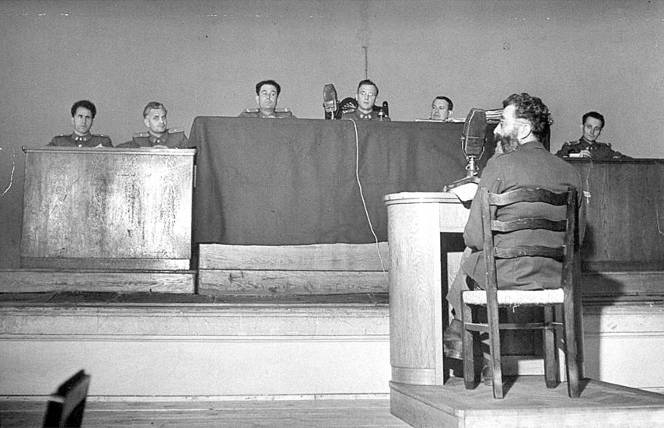
Mihailović a processo.

Dopo la fine della guerra, le autorità jugoslave volevano catturare Mihailović vivo per organizzare un processo su vasta scala.
Finalmente nella primavera 1946, Mihailović fu catturato dall'OZNA nei pressi del confine austriaco mentre cercava di sfuggire alle ricerche; egli era in pessime condizioni, estremamente deperito per la mancanza di alimenti e quasi cieco. I medici jugoslavi riuscirono tuttavia a ristabilire la sua salute, rendendolo in grado di sostenere il processo che era in preparazione contro di lui a Belgrado.
Sottoposto a processo per alto tradimento e collaborazione con il nemico dalla autorità comunista jugoslava, fu condannato a morte e venne fucilato il 17 luglio 1946.
Gli Alleati seppero in anticipo che si voleva la sua morte, ma decisero di non intervenire e di lasciarlo al suo destino per non guastare i futuri rapporti con il Maresciallo Tito, il leader su cui avevano puntato nella loro politica nei Balcani dopo la fine della guerra.

## La controversa "riabilitazione"
Il 14 maggio 2015, su fortissima pressione delle associazioni nazionalistiche vicine alla maggioranza di governo, e del clero greco-ortodosso, la più alta corte giudiziaria serba ha annullato la sentenza emessa nel 1946 con la quale Mihailović era stato condannato a morte per collaborazione con le forze naziste di occupazione e spogliato di tutti i suoi diritti di cittadino. In particolare, la Corte ha concluso che la sentenza di condanna del 1946 andava annullata in quanto Mihailović non aveva beneficiato delle garanzie procedurali oggi applicabili in un processo penale.
Tale sentenza ha attirato veementi critiche da parte delle associazioni di ex partigiani, di gruppi antifascisti, nonché di alcuni esponenti politici di Croazia e Bosnia ed Herzegovina.

## Onorificenze straniere
Per lo sforzo profuso da lui stesso e dalle sue formazioni nel salvataggio di oltre cinquecento aviatori alleati precipitati sulla Jugoslavia durante il secondo conflitto mondiale, il Presidente USA Harry Truman lo insignì postumo della Legione al Merito, una tra le più alte onorificenze statunitensi. In precedenza aveva ottenuto, dal generale Charles de Gaulle, la Croce di guerra.